# Parandra capicola
Parandra capicola là một loài bọ cánh cứng trong họ Cerambycidae.